# Kim Quan, Yên Sơn
Kim Quan là một xã thuộc huyện Yên Sơn, tỉnh Tuyên Quang, Việt Nam.
Xã có diện tích 30,34 km², dân số năm 1999 là 2665 người, mật độ dân số đạt 88 người/km².